# Pjotr Krasnov
Pjotr Nikolajevitj Krasnov (ryska: Пётр Николаевич Краснов), född 22 september [enl. n.s; g.s. 10 september] 1869 i Sankt Petersburg, död 16 januari 1947 i Moskva (avrättad), var en rysk militär och författare. 
Krasnov blev officer 1886, tjänade i 20 år vid gardeskosackerna, blev 1910 chef för första sibiriska kosackregementet och flyttades 1913 till tionde donkosackregementet, med vilket han 1914 ryckte ut i kriget med Österrike-Ungern. I juli 1915 blev han chef för andra kosackdivisionen och efter ryska revolutionen för tredje kavallerikåren. Med denna deltog han i augusti 1917 i Lavr Kornilovs misslyckade kuppförsök mot Aleksandr Kerenskij. Efter bosjevikernas maktövertagande ställde han sig i spetsen för försvar av Kerenskijregeringen, men besegrades vid Gattjina. Han utlämnades i november 1917 genom förräderi till bolsjevikerna, men befriades av kosackerna. Han begav sig därefter till donkosackernas land och blev 11 maj 1918 vald till deras hetman, slöt förbund med tyskarna och kämpade mot bolsjevikerna, men tvingades efter militära nederlag och Anton Denikins intriger i februari 1919 lämna sin post. Han begav sig i slutet av 1919 till Tyskland. 
I Tyskland fortsatte Krasin sin anti-bolsjevikiska verksamhet samt skrev flera noveller och romaner, donska kosackhärens historia och 1921 en romantisk skildring i tre delar, i tysk översättning kallad Vom Zarenadler zur roten Fahne 1894–1921 (svensk översättning 1924).
Under andra världskriget samarbetade Krasin med nazisterna och utlämnades efter krigsslutet 1945 av britterna till Sovjetunionen. Där dömdes han till döden och avrättades 1947 i Moskva genom hängning.